# Wabaunsee County
Wabaunsee County is een county in de Amerikaanse staat Kansas.
De county heeft een landoppervlakte van 2.065 km² en telt 6.885 inwoners (volkstelling 2000). De hoofdplaats is Alma.

## Bevolkingsontwikkeling

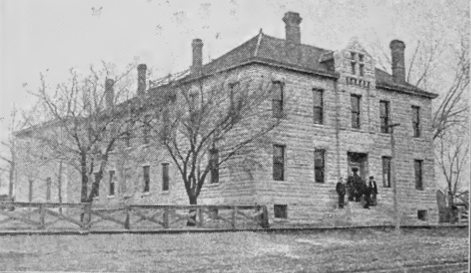
Wabaunsee County Courthouse